# Solar artwork
Las obras de arte solar (o solar artwork) son un nuevo tipo de obra de arte que integran las nuevas tecnologías relacionadas con la captación y aprovechamiento de la energía solar dentro de su estructura. Gracias a esta capacidad de producir energía limpia, ofrecen una serie de posibilidades y recursos hasta ahora inéditos en obras de esta naturaleza. La denominación solar artwork responde a la necesidad de englobar todas estas características bajo un nombre reconocible a nivel internacional.
Las obras de arte solar son generalmente catalogadas como arte público, ya que han de ser expuestas en espacios abiertos con una óptima exposición de luz solar, por lo que existen muy pocos casos cuya localización sea una galería o museo.
Estas obras combinan arte, arquitectura, diseño, ciencia, y un objetivo común en la mayoría de sus creadores: crear nuevos espacios estéticos en nuestras ciudades que al mismo tiempo tomen parte en una concienciación ecológica global. Las obras de arte solar nos invitan a aprender, a sentir curiosidad, y a preocuparnos por nuestro planeta. Estas obras son el resultado del interés por ilustrar la necesidad de cambiar el mundo.

## Contexto
Es difícil concretar un momento específico en el cual surgió la idea de insertar materiales de captación de energía solar en una obra de arte. El contexto en el que ha nacido esta nueva familia de obras tiene mucho que ver con la situación actual político-social a nivel mundial, en cuanto a la urgencia creciente por abandonar el uso de los combustibles fósiles apostando por un modelo energético mucho más eficiente basado en los recursos renovables. Un proceso de cambio que obtiene su reflejo en el mundo del arte, tratando de participar activamente en este objetivo común.
De entre las numerosas iniciativas artísticas que existen cuyo trasfondo es la ecología, encontramos a un pequeño grupo de creativos que tratan de utilizar la ciencia aplicada a la captación solar como parte de su producción artística. Las obras de arte solar son un ejemplo ilustrativo de lo que puede dar de sí profundizar en la relación entre arte, arquitectura y las nuevas tecnologías desde un enfoque artístico, sin obviar su lado más práctico.
Los proyectos de solar artwork presentan una naturaleza muy compleja, abierta, y cuyo carácter pionero provoca que algunos de ellos lleven a la confusión en cuanto a su catalogación. Estas obras han sido realizadas por artistas, pero también por arquitectos, ingenieros o diseñadores, procedentes todos de distintas partes del mundo (aunque con predominio de norteamericanos). Por tanto, las líneas formales que encontramos difieren bastante entre sí, más aún teniendo en cuenta el avance de los materiales en materia de captación solar durante los últimos años.

## Nuevo arte público
Las obras de arte solar, tratándose de un producto artístico completamente nuevo y diferente a otro tipo de propuestas de arte público vistas anteriormente, suponen una interesante alternativa como inversión en arte público.
Las posibilidades de interacción con su entorno son su principal atractivo. El hecho de poder producir y aplicar energía solar de manera independiente dentro del espacio urbano hace de estas obras algo más que un ornamento artístico. Es en este punto donde explotan su originalidad y capacidad de adaptación en arquitecturas circundantes, ofreciendo recursos complementarios capaces de potenciar la experiencia artística del espectador.
Encontramos ejemplos muy diferentes entre sí, cuya virtud común radica en el ingenio por parte de sus creadores a la hora de obtener una mirada estética de la producción de energía solar.
Existen proyectos de "solar artwork" cuya producción energética abastece un sistema propio de iluminación, movimiento o incluso sonido. Otros han sido diseñados para proporcionar electricidad a un sistema ajeno a la obra, convirtiéndose en una especie de “generador” artístico. Gracias a la aplicación de las tecnologías multimedia, se han podido crear instalaciones que interaccionan con el público de diferentes maneras, haciendo de éste partícipe de la obra. El potente mensaje ecológico que trasmiten tiene en ocasiones como objeto un marcado componente solidario o divulgativo. La experiencia didáctica que ofrecen estas obras supone un aliciente para todos los públicos, atrayendo por igual a personas interesadas en arte y tecnología.
Aunque hablamos de una pequeña familia de obras de arte que se encuentran en una fase primaria de su existencia, podemos llegar a anticipar la creación de proyectos muy interesantes en los próximos años. La evolución de las obras de arte solar estará determinada por la visión artística de sus creadores, así como por los avances que cabe esperar en el sector tecnológico de la energía solar en el futuro.